# Mustavaha
Mustavaha är en klippa i Finland.   Den ligger i kommunen Nystad i den ekonomiska regionen Nystadsregionen och landskapet Egentliga Finland, i den sydvästra delen av landet, 220 km väster om huvudstaden Helsingfors. Mustavaha ligger 5 meter över havet.
Terrängen runt Mustavaha är mycket platt.  Närmaste större samhälle är Nystad, 13,6 km öster om Mustavaha. 